# ميخائيل بيترسون (متركمج)
ميخائيل بيترسون (بالإنجليزية: Michael Peterson)‏ هو متركمج أسترالي، ولد في 24 سبتمبر 1952، وتوفي في 29 مارس 2012 في Tweed Heads South, New South Wales ‏ في أستراليا بسبب نوبة قلبية.

## وصلات خارجية
- ميخائيل بيترسون على موقع EncyclopediaOfSurfing.com (الإنجليزية)
- ميخائيل بيترسون على موقع IMDb (الإنجليزية)
- ميخائيل بيترسون على موقع قاعدة بيانات الفيلم (الإنجليزية)